# Dave Van Ronk, Folksinger
| Recensione | Giudizio |
| ---------- | -------- |
| AllMusic   |          |

Dave Van Ronk, Folksinger è un album discografico del cantante folk statunitense Dave Van Ronk, pubblicato nel 1962.

## Il disco
Folksinger venne registrato nell'aprile 1962 durante le stesse sedute che produssero Inside Dave Van Ronk (Prestige FL 14025). Entrambi i dischi furono riuniti su doppio LP nel 1972 con il titolo Van Ronk (non l'omonimo album del 1969). Nel 1989 i due album furono ristampati accorpati insieme nella compilation della Fantasy Records Inside Dave Van Ronk (da non confondersi con l'omonimo album del 1964). Brani tratti da Folksinger insieme ad altri tratti da Inside Dave Van Ronk e In the Tradition furono inoltre pubblicati sulla raccolta antologica Hesitation Blues della Big Beat.

## Tracce
1. Samson and Delilah – 3:35
2. Cocaine Blues – 4:13
3. You've Been a Good Old Wagon – 2:16
4. Fixin' to Die – 2:50
5. Hang Me, Oh Hang Me – 3:07
6. Long John – 2:10
7. Chicken Is Nice – 2:29
8. He Was a Friend of Mine – 3:29
9. Motherless Children – 3:45
10. Stackalee – 3:32
11. Mr. Noah – 1:28
12. Come Back, Baby – 3:48
13. Poor Lazarus – 5:06

## Formazione
Artista
- Dave Van Ronk - chitarra acustica, voce

Produzione
- Rudy Van Gelder - ingegnere del suono